# Marijan Čabraja
Marijan Čabraja (Pola, 25 gennaio 1997) è un calciatore croato, di ruolo difensore.

## Caratteristiche tecniche
È un terzino sinistro.

## Carriera

### Club
Cresciuto nel settore giovanile della Dinamo Zagabria, ha esordito con la squadra riserve del club croato il 7 ottobre 2015 disputando l'incontro di 2.HNL perso 1-0 contro il Sesvete.
Il 13 giugno 2022 viene acquistato dagli scozzesi dell'Hibernian.
Il 14 giugno 2023 fa ritorno in patria accasandosi al Rijeka, squadra in cui ha militato sino al 7 febbraio 2025, giorno in cui rescinde il proprio contratto con il club.

### Nazionale
Ha giocato in tutte le nazionali giovanili croate, fino all'Under-21.

## Statistiche

### Presenze e reti nei club
Statistiche aggiornate al 25 dicembre 2020.
| Stagione                  | Squadra                   | Campionato                | Campionato | Campionato | Coppe nazionali | Coppe nazionali | Coppe nazionali | Coppe continentali | Coppe continentali | Coppe continentali | Altre coppe | Altre coppe | Altre coppe | Totale | Totale | Totale |
| Stagione                  | Squadra                   | Comp                      | Pres       | Reti       | Comp            | Pres            | Reti            | Comp               | Pres               | Reti               | Comp        | Pres        | Reti        | Pres   | Reti   |        |
| ------------------------- | ------------------------- | ------------------------- | ---------- | ---------- | --------------- | --------------- | --------------- | ------------------ | ------------------ | ------------------ | ----------- | ----------- | ----------- | ------ | ------ | ------ |
| 2015-2016                 | Dinamo Zagabria II        | 2.HNL                     | 1          | 0          |                 | -               | -               |                    | -                  | -                  |             | -           | -           | 1      | 0      |        |
| 2016-2017                 | Dinamo Zagabria II        | 2.HNL                     | 25         | 0          |                 | -               | -               |                    | -                  | -                  |             | -           | -           | 25     | 0      |        |
| 2017-2018                 | Dinamo Zagabria II        | 2.HNL                     | 30         | 0          |                 | -               | -               |                    | -                  | -                  |             | -           | -           | 30     | 0      |        |
| Totale Dinamo Zagabria II | Totale Dinamo Zagabria II | Totale Dinamo Zagabria II | 56         | 0          |                 | -               | -               |                    | -                  | -                  |             | -           | -           | 56     | 0      |        |
| 2018-2019                 | HNK Gorica                | 1.HNL                     | 26         | 1          | CC              | 0               | 0               |                    | -                  | -                  |             | -           | -           | 26     | 1      |        |
| 2019-2020                 | HNK Gorica                | 1.HNL                     | 33         | 1          | CC              | 2               | 0               |                    | -                  | -                  |             | -           | -           | 35     | 1      |        |
| 2020-gen. 2021            | HNK Gorica                | 1.HNL                     | 17         | 1          | CC              | 2               | 0               |                    | -                  | -                  |             | -           | -           | 19     | 1      |        |
| Totale HNK Gorica         | Totale HNK Gorica         | Totale HNK Gorica         | 76         | 3          |                 | 4               | 0               |                    | -                  | -                  |             | -           | -           | 80     | 3      |        |
| gen.-giu. 2021            | Dinamo Zagabria           | 1.HNL                     | 8          | 0          | CC              | 2               | 0               | UEL                | 0                  | 0                  |             | -           | -           | 10     | 0      |        |
| 2021-feb. 2022            | Ferencváros               | NB1                       | 7          | 0          | CU              | 2               | 0               | UEL                | 4                  | 0                  |             | -           | -           | 13     | 0      |        |
| feb.-giu. 2022            | Olimpia Lubiana           | PL                        | 13         | 0          |                 | -               | -               |                    | -                  | -                  |             | -           | -           | 13     | 0      |        |
| 2022-2023                 | Hibernian                 | SP                        | 25         | 0          | SC+CdL          | 1+0             | 0               |                    | -                  | -                  |             | -           | -           | 26     | 0      |        |
| Totale carriera           | Totale carriera           | Totale carriera           | 185        | 3          |                 | 9               | 0               |                    | 4                  | 0                  |             | -           | -           | 198    | 3      |        |

### Cronologia presenze e reti in nazionale
| Cronologia completa delle presenze e delle reti in nazionale ― Croazia under 21 | Cronologia completa delle presenze e delle reti in nazionale ― Croazia under 21 | Cronologia completa delle presenze e delle reti in nazionale ― Croazia under 21 | Cronologia completa delle presenze e delle reti in nazionale ― Croazia under 21 | Cronologia completa delle presenze e delle reti in nazionale ― Croazia under 21 | Cronologia completa delle presenze e delle reti in nazionale ― Croazia under 21 | Cronologia completa delle presenze e delle reti in nazionale ― Croazia under 21 | Cronologia completa delle presenze e delle reti in nazionale ― Croazia under 21 |
| Data                                                                            | Città                                                                           | In casa                                                                         | Risultato                                                                       | Ospiti                                                                          | Competizione                                                                    | Reti                                                                            | Note                                                                            |
| ------------------------------------------------------------------------------- | ------------------------------------------------------------------------------- | ------------------------------------------------------------------------------- | ------------------------------------------------------------------------------- | ------------------------------------------------------------------------------- | ------------------------------------------------------------------------------- | ------------------------------------------------------------------------------- | ------------------------------------------------------------------------------- |
| 25-3-2019                                                                       | Frosinone                                                                       | Italia under 21                                                                 | 2 – 2                                                                           | Croazia under 21                                                                | Amichevole                                                                      | -                                                                               | 86’                                                                             |
| 12-6-2019                                                                       | Pola                                                                            | Croazia under 21                                                                | 1 – 0                                                                           | Danimarca under 21                                                              | Amichevole                                                                      | -                                                                               |                                                                                 |
| 24-6-2019                                                                       | Serravalle                                                                      | Croazia under 21                                                                | 3 – 3                                                                           | Inghilterra under 21                                                            | Europeo Under-21 2019 - 1º turno                                                | -                                                                               | 76’                                                                             |
| Totale                                                                          |                                                                                 | Presenze                                                                        | 3                                                                               |                                                                                 | Reti                                                                            | 0                                                                               |                                                                                 |

## Palmarès

### Club

#### Competizioni nazionali
- Campionato croato: 2

Dinamo Zagabria: 2020-2021, 2021-2022
- Coppa di Croazia: 1

Dinamo Zagabria: 2020-2021